# Ako (attrice)
Ako (亜 湖?; Shibuya, 12 aprile 1958) è un'attrice giapponese.

## Biografia
Ako è nata a Shibuya il 12 aprile del 1958. Ha lavorato alla Takarazuka Revue, compagnia teatrale femminile giapponese. Ha vinto due premi al Festival del film di Yokohama nel 1980.

## Filmografia

### Cinema
- Hoshizora no marionette, regia di Hōjin Hashiura (1978)
- Momojiri musume: Pinku hippu gaaru, regia di Kōyū Ohara (1978)
- Orion no satsui yori: Jōji no hōteishiki, regia di Kichitarō Negishi (1978)
- Dan Oniroku bara no nikutai, regia di Katsuhiko Fujii (1978)
- Akai kami no onna, regia di Tatsumi Kumashiro (1979)
- Momojiri musume: rabu atakku, regia di Kōyū Ohara (1979)
- Nureta shumatsu, regia di Kichitarō Negishi (1979)
- Seishun Part II, regia di Kōyū Ohara (1979)
- Kanpaku sengen, regia di Shūe Matsubayashi (1979)
- Momojiri musume: purpozu daisakusen, regia di Kōyū Ohara (1980)
- Hard Scandal: sei no hyoryu-sha, regia di Noboru Tanaka (1980)
- Tosa no Ipponzuri, regia di Yōichi Maeda (1980)
- Eijanaika, regia di Shōhei Imamura (1981)
- Joshidaisei no kiso chishiki: ano ano, regia di Kōyū Ohara (1981)
- Kura no naka, regia di Yōichi Takabayashi (1981)
- Mitsugetsu, regia di Hōjin Hashiura (1984)
- Fujun na kankei, regia di Shōgorō Nishimura (1984)
- Makeup, regia di Shun Nakahara  (1987)
- Shinran: Shiroi michi, regia di Rentarō Mikuni (1987)
- Gokudo no onna-tachi 2, regia di Tooru Dobashi (1987)
- Machi nureta onna, regia di Yasuaki Uegaki (1987)
- Shucchō, regia di Isao Okishima (1989)
- Oazuke, regia di Takuma Uchida (1990)
- Dirty Scoundrels, regia di Toshirō Enomoto (2001)
- Hōman bijo: Shitakute tamaranai!, regia di Rei Sakamoto (2003)
- Monzetsu futamata: Nagare deru aieki, regia di Rei Sakamoto (2005)
- Monzetsu futamata: Nagare deruaieki, regia di Rei Sakamoto (2005)
- Shimai: Inran na mitsugi, regia di Toshirō Enomoto (2006)
- Yume no mani mani, regia di Takeo Kimura (2008)
- Hadaka no itoko, regia di Gitan Ōtsuru (2013)
- Senpuku, regia di Nobuhiko Hosaka (2013)
- Asu ni kakeru hashi 1989 nen no omoide, regia di Takafumi Ohta (2018)

### Televisione
- Hito wa sore wo scandal to iu - serie TV (1978)
- Shura no tabishite - telefilm (1979)
- Fūjin no Mon - serie TV (1980)
- Jūmanbun no ichi no gūzen - telefilm (1981)
- Shin yumechiyo nikki - serie TV (1984)
- Haruchan: Machikutabireta onna - telefilm (1987)
- The Asami Mitsuhiko Mystery 2 - telefilm (1987)
- Hagure keiji: Junjōha - serie TV (1988)
- Shōgun – miniserie TV (2024)

## Premi e riconoscimenti
- Yokohama Film Festival
  - 1980 – Miglior attrice non protagonista per Akai kami no onna
  - 1980 – Miglior attrice non protagonista per Nureta shumatsu